# Higginsville (Nouvelle-Écosse)
Pour les articles homonymes, voir Higginsville.
Higginsville est une communauté rurale située dans la municipalité régionale de Halifax en Nouvelle-Écosse au Canada. L'endroit a d'abord été colonisé par John Higgins et sa femme, Hester Carmichael, en 1782.

## Géographie
La communauté rurale de Higginsville est située dans la municipalité régionale de Halifax au nord-est de Middle Musquodoboit et au sud-ouest de Newcomb Corner.

## Annexe